# Erik Veje Rasmussen
Pour les articles homonymes, voir Erik Rasmussen (homonymie) et Rasmussen.
Erik Veje Rasmussen, né le 9 avril 1959 à Hørve, est un joueur et entraîneur danois de handball.

## Palmarès

### Club
Compétitions internationales
- Coupe des coupes (C2) (1) : 1989 (avec TUSEM Essen)

Compétitions nationales
- Championnat du Danemark (1) : 1981 (avec Helsingør IF)
- Championnat d'Allemagne (1) : 1985 (avec VfL Gummersbach), 1989 (avec TUSEM Essen)
- Coupe d'Allemagne (1) : 1985 (avec VfL Gummersbach)
- Championnat de Suisse (1) : 1992 (avec Pfadi Winterthur)

## Entraîneur
Compétitions internationales
- Coupe des Villes (C4) (1) : 1999 (avec SG Flensburg-Handewitt)
- Coupe des coupes (C2) (1) : 2001 (avec SG Flensburg-Handewitt)

Compétitions nationales
- Supercoupe d'Allemagne (1) : 2001 (avec SG Flensburg-Handewitt)
- Coupe d'Allemagne (1) : 2003 (avec SG Flensburg-Handewitt)